# Muscaphis canadensis
Muscaphis canadensis är en insektsart som först beskrevs av Hille Ris Lambers 1960.  Muscaphis canadensis ingår i släktet Muscaphis och familjen långrörsbladlöss. Inga underarter finns listade i Catalogue of Life.